# Villa Dijkzigt
Villa Dijkzigt te Rotterdam werd in 1849-1852 in een neoclassicistische stijl gebouwd door architect Johan Frederik Metzelaar in opdracht van de familie Van Hoboken, op het Land van Hoboken.  De villa was vernoemd naar het uitzicht op de Westzeedijk. Later gaf de villa op zijn beurt de naam aan het er naast gebouwde Dijkzigtziekenhuis (geopend in 1960, sinds 2002 Erasmus MC genoemd) en aan de nieuwe stadswijk Dijkzigt. Het gebouw biedt tegenwoordig onderdak aan het Natuurhistorisch Museum Rotterdam. 

## Gebouw en park
De villa is door J.F. Metzelaar ontworpen als woonhuis voor de familie Van Hoboken. Het ontwerp is neoclassicistisch met eclectische elementen. De bouwmuren zijn gemetseld en de gevels zijn metselwerk met een kroonlijst met consoles. Bijzonder is de achtkantige torenuitbouw - voorzien van een uitkragend boogfries - ter linkerzijde van de oorspronkelijke ingang, die blijkens de tekening uit 1858 gelegen was aan de kant van de Westzeedijk, die toen overigens meters lager en smaller was dan tegenwoordig. Het oorspronkelijke trappenhuis is bewaard gebleven, maar van de verdere indeling van het huis is dat door verschillende verbouwingen onzeker. Zo zorgde de Volksuniversiteit Rotterdam in 1930 voor de aanbouw van een filmzaal, die in 1992 weer plaatsmaakte voor het glazen paviljoen voor het Natuurhistorisch Museum. Het ontwerp hiervoor was Erick van Egeraat van architectenbureau Mecanoo. In 1990 werd het pand verbouwd, waarbij het dak iets werd verhoogd om een tweede verdieping met depot te realiseren. Het dak heeft een kapconstructie van hout met een zinken bedekking met een lichtkap. Tussen 1992 en 1994 openden vier nieuwe culturele publieksinstellingen hun deuren in het Museumpark, de Kunsthal, het Nederlands Architectuurinstituut, een uitbreiding van Boijmans en het Chabot Museum. Dit was reden om in 1995 nogmaals een grondige renovatie en uitbreiding van de expositieteruimte uit te voeren.  In 1973 werd de villa aangewezen als Rijksmonument.
Rond het huis lag een oorspronkelijk door J.D. Zocher jr. ontworpen park in landschappelijke stijl, met vijvers, lanen, hertenkamp en moestuin. Het totale landgoed, het Land van Hoboken, besloeg 56 hectare waarvan zo'n 51 hectare polderweide. In het park lag lange tijd ook een openluchttheater, dat echter na het vertrek van de Volksuniversiteit in 1984 met het pand en het omliggende park in verval raakte. Alleen een kleine vijverpartij en twee oude cipressen naast de villa herinneren nog aan de voormalige tuin in landschapsstijl.
In 2017 kreeg het Natuurhistorisch Museum Rotterdam het schilderij ‘Gezicht op Villa Dijkzigt’ gemaakt door Berend Wolter Weyers als geschenk van de vriendenstichting.

## Gebruikers
In 1924 kocht de gemeente het landgoed om onder leiding van stadsarchitect Witteveen een stadswijk en een villapark aan te leggen. Van 1928 tot 1985 huisvestte de villa de Rotterdamse Volksuniversiteit. Kort na het begin van de bezetting in de Tweede Wereldoorlog werd het pand gevorderd door de Duitsers omdat het oude Deutsches Haus bij het bombardement op 14 mei 1940 verloren was gegaan. Het bood onderdak aan propagandistische organisaties zoals de Kreisleitung Rotterdam van het Arbeitsbereich Niederlande der NSDAP, het Deutsche Arbeitsfront Rotterdam en de Nationalsozialistische Frauenschaft. In 1941 bezocht Seyss-Inquart er de opening van een tentoonstelling van de Reichsarbeitsdienst.
Sinds 1987 is het Natuurhistorisch Museum Rotterdam gevestigd in Villa Dijkzigt.